# Gloeocarpus patentivalvis
Gloeocarpus patentivalvis är en kinesträdsväxtart som först beskrevs av Ludwig Radlkofer, och fick sitt nu gällande namn av Ludwig Radlkofer. Gloeocarpus patentivalvis ingår i släktet Gloeocarpus och familjen kinesträdsväxter. Inga underarter finns listade i Catalogue of Life.